# Milky Milky Milk Tour
Die Milky Milky Milk Tour (ursprünglich Miley Cyrus & Her Dead Petz Tour) war die fünfte Konzerttournee der US-amerikanischen Sängerin Miley Cyrus. Neben Cyrus traten auch The Flaming Lips und Dan Deacon bei der Tournee auf.

## Hintergrund
Cyrus kündigte die Tournee am 3. Oktober 2015 über Instagram an. Sie veröffentlichte außerdem, dass es die Karten ab dem 7. Oktober 2015 zu kaufen gäbe und dass sie $69 kosten. Am 4. November 2015 kündigte Cyrus zwei weitere Konzerte in Vancouver und Los Angeles an. Zudem wurde der Name der Tour zu „The Milky Milky Milk Tour“ geändert.

## Übertragungen
Das letzte Konzert der Tournee am 19. Dezember 2015 in Los Angeles wurde bei go90 per Livestream übertragen.

## Setliste
Diese Setliste entspricht der des Konzertes am 19. November 2015. Bei anderen Konzerten kann die Auswahl der Lieder sowie die Reihenfolge variieren.
1. „Dooo It!“
2. „Love Money Party“
3. „1 Sun“
4. „The Floyd Song (Sunrise)“
5. „Something About Space Dude“
6. „Space Boots“
7. „BB Talk“
8. „Fweaky“
9. „Bang Me Box“
10. „Lighter“
11. „Slab of Butter (Scorpion)“
12. „I Forgive Yiew“
13. „Miley Tibetan Bowlzzz“
14. „Milky Milky Milk“
15. „Tiger Dreams“
16. „Pablow the Blowfish“
17. „Twinkle Song“
18. „Karen Don't Be Sad“
19. „Evil Is But a Shadow“
20. „We Can't Stop“

## Konzerte
| Datum             | Stadt            | Land               | Veranstaltungsort       | Besucherzahl | Einnahmen   |
| Nordamerika       | Nordamerika      | Nordamerika        | Nordamerika             | Nordamerika  | Nordamerika |
| ----------------- | ---------------- | ------------------ | ----------------------- | ------------ | ----------- |
| 19. November 2015 | Chicago          | Vereinigte Staaten | Riviera Theatre         | —            | —           |
| 21. November 2015 | Detroit          | Vereinigte Staaten | The Fillmore            | —            | —           |
| 27. November 2015 | Washington, D.C. | Vereinigte Staaten | Echostage               | —            | —           |
| 28. November 2015 | New York City    | Vereinigte Staaten | Terminal 5              | —            | —           |
| 5. Dezember 2015  | Philadelphia     | Vereinigte Staaten | Electric Factory        | —            | —           |
| 6. Dezember 2015  | Boston           | Vereinigte Staaten | House of Blues          | —            | —           |
| 14. Dezember 2015 | Vancouver        | Kanada             | Queen Elizabeth Theatre | —            | —           |
| 19. Dezember 2015 | Los Angeles      | Vereinigte Staaten | The Wiltern             | —            | —           |